# ReiserFS
ReiserFS er i computerterminologi et filsystem, som er udviklet af et udviklerhold hos firmaet Namesys under ledelse af Hans Reiser. I forhold til andre filsystemer udmærker ReiserFS sig bl.a. ved at være meget hurtigt til at håndtere små filer under 4KB (I forhold til Ext2 og Ext3 ser man her typisk en hastighedsforøgelse på op imod en faktor 10-15). Det er specielt brugbart på mange Internet-relaterede systemer hvor man typisk behandler mange små filer. Det kunne for eksempel være programmer som arbejder med systemer som Usenet, E-mail eller WWW.
Derudover indeholder det ligesom Ext3 en journal over ændringer der skal foretages i systemet, således at filsystemet er tolerant overfor fejl der måtte opstå ved strømsvigt.

## Kritik
Der hersker en del kritik af ReiserFS i branchen. Det primære problem er, at unlink-operationer (sletning) ikke foregår synkront. Det kan give problemer med fillåse, således at der kan opstå race conditions. Sekundært er et andet problem, at der ikke findes værktøjer til at udføre defragmentering af filsystemet. Det problem vil dog blive løst implicit i version fire af filsystemet, da man her planlægger at implementere en repacker til at håndtere netop dette problem.

## Reiser4
Der er blevet lavet en efterfølger til ReiserFS (også kaldet version 3), under navnet Reiser4. Det nye filsystem er endnu ikke særlig stabilt, og det er da heller ikke med i mainline-kernen (vanilla). Udviklingen er gået lidt i stå efter at Namesys grundlægger Hans Reiser 28. april 2008 blev dømt for drabet på sin kone.

## Ekstern henvisning
- Hjemmeside for ReiserFS